# Ignitrón

(1) Ánodo, (2) Cátodo, (3) Ignitor, (4) Mercurio, (5) Aislante cerámico, (6) Fluido refrigerante.

Un ignitrón es un tipo de rectificador controlado que data de la década de 1930. Fue inventado por Joseph Slepian mientras trabajaba para Westinghouse, Westinghouse fue el fabricante original y posee los derechos de la marca "Ignitron".
Suele presentarse como un contenedor alargado con una piscina de mercurio en el fondo que actúa como cátodo. Un cilindro de grafito o metal, sujeto sobre la piscina por una conexión eléctrica aislada, actúa como ánodo. A un electrodo de encendido (llamado "ignitor"), hecho de un material semiconductor refractario como el carburo de silicio se le aplica un breve pulso de mucha intensidad para crear una nube de plasma de mercurio conductor. El plasma llena rápidamente el espacio entre la piscina de mercurio y el ánodo, permitiendo la conducción de electricidad entre los electrodos. En la superficie del mercurio, el calentamiento por el arco resultante libera un gran número de electrones lo que ayuda a mantener el arco eléctrico en el mercurio. La superficie del mercurio sirve por lo tanto de cátodo, y la corriente eléctrica es normalmente en un solo sentido. Una vez encendido, un ignitrón seguirá conduciendo hasta que la corriente se interrumpa externamente o el voltaje entre cátodo y ánodo cambie de sentido.
Los ignitrones se utilizaban siempre que era necesario rectificar grandes intensidades como en grandes instalaciones industriales y de servicios públicos, donde tenían que transformar miles de amperios en corriente alterna a corriente continua, como en fundiciones de aluminio. También eran muy usados para controlar la intensidad en máquinas de soldadura eléctrica, incluso se controlaban grandes motores mediante ignitrones usándolos de manera similar a los actuales dispositivos semiconductores como SCR y TRIAC. En muchas locomotoras eléctricas se usaban junto a transformadores para convertir la alta tensión en corriente alterna de las catenarias a la baja tensión en corriente continua que utilizan los motores de tracción. Para la mayoría de estas aplicaciones, los ignitrones han sido reemplazados por alternativas en estado sólido.

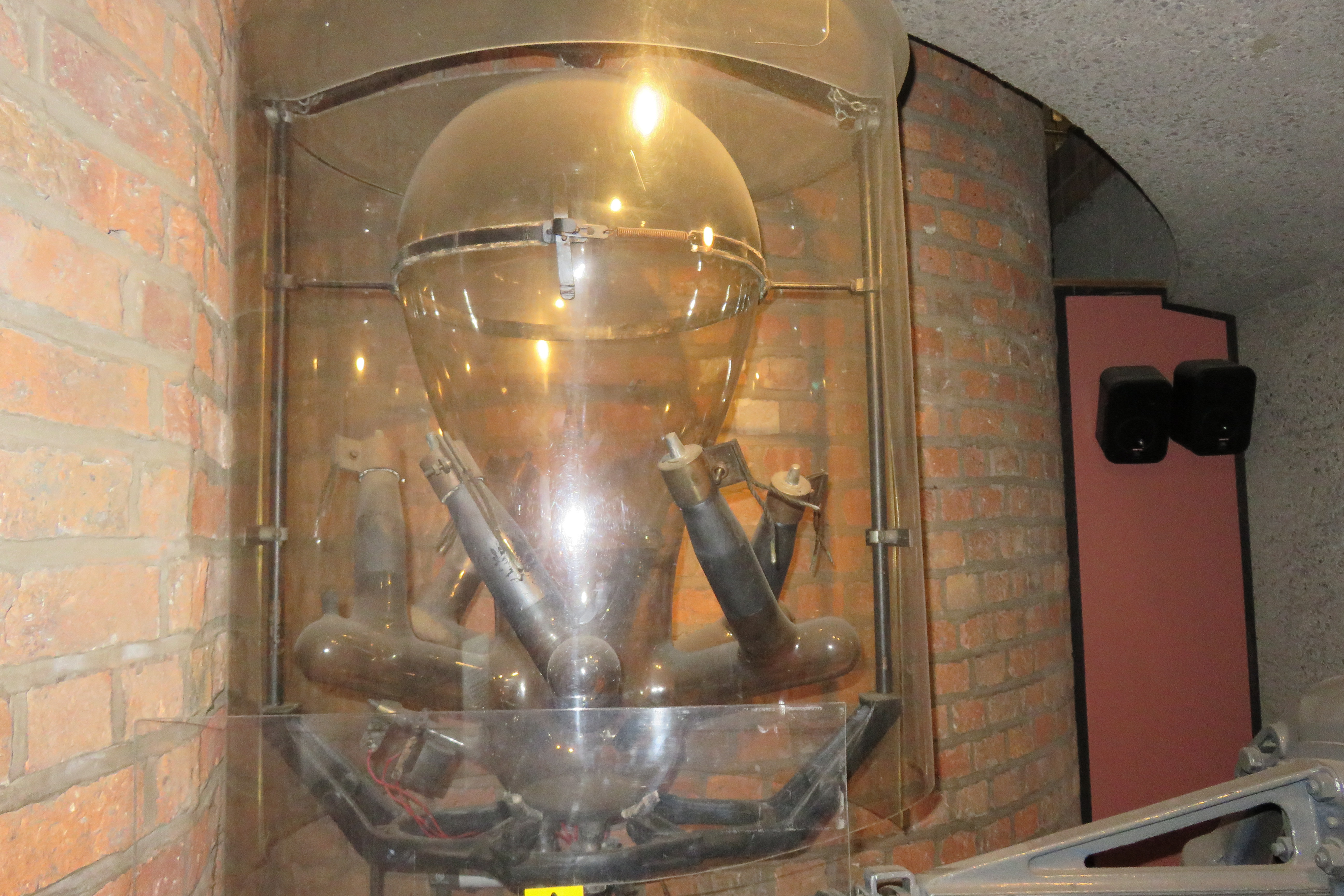
Rectificador de Mercurio utilizado en British Rail,Inglaterra.

Dada su gran resistencia a las sobreintensidades y a tensiones inversas, los ignitrones se siguen fabricando y se usan en ciertas instalaciones en lugar de los semiconductores. Por ejemplo, los ignitrones construidos especialmente para funcionar con pulsos se utilizan en ciertas aplicaciones de "potencia pulsada". Estos dispositivos pueden soportar cientos de kiloamperios y hasta 50kV. Los ánodos en estos dispositivos suelen fabricarse de metales refractarios, normalmente molibdeno, para soportar corriente inversa durante la resonancia (o oscilación) de las descargas sin dañarse. Los ignitrones preparados para pulsos normalmente operan con ciclos de trabajo muy bajos. Se utilizan para cambiar baterías de condensadores de mucha energía durante la fabricación electromagnética, electrohidráulica, o para cortocircuitos de emergencia en generadores de alto voltaje (Crowbar).